# Taça de Portugal 1954/55
Die Taça de Portugal 1954/55 war die 15. Austragung des portugiesischen Pokalwettbewerbs. Er wurde vom portugiesischen Fußballverband ausgetragen. Das Finale fand am 12. Juni 1955 im Estádio Nacional von Oeiras statt. Pokalsieger wurde Benfica Lissabon, der sich im Finale gegen den Titelverteidiger Sporting Lissabon durchsetzte.
Alle Begegnungen wurden in einem Spiel ausgetragen. Bei unentschiedenem Ausgang wurde zur Ermittlung des Siegers eine Verlängerung gespielt. Stand danach kein Sieger fest, wurde das Spiel wiederholt.

## Teilnehmende Teams
| Primeira Divisão (14) | Segunda Divisão (14) | Madeira-Meister (1) |
| --- | --- | ------------------- |
| - Académica de Coimbra - Atlético CP - FC Barreirense - GD da CUF Barreiro - Belenenses Lissabon - Benfica Lissabon - Boavista Porto - Sporting Braga - SC Covilhã - Lusitano GC Évora - FC Porto - Sporting Lissabon - Vitória Guimarães - Vitória Setúbal | - CD Beja - GD Coruchense - SC Espinho - SC Farense - Gil Vicente FC - Leixões SC - SC Olhanense - SL Olivais - CD Portalegrense - Portimonense SC - SC Salgueiros - AD Sanjoanense - FC Tirsense - União de Coimbra | - Nacional Funchal  |

## 1. Runde
Die Spiele fanden am 7. und 8. Mai 1955 statt.
|                     | Ergebnis  |                      |
| ------------------- | --------- | -------------------- |
| Atlético CP         | 4:5 n. V. | Académica de Coimbra |
| Portimonense SC     | 1:3       | Sporting Braga       |
| SC Olhanense        | 1:5       | FC Porto             |
| Sporting Lissabon   | 6:1       | CD Beja              |
| Vitória Guimarães   | 1:2       | Lusitano GC Évora    |
| Vitória Setúbal     | 4:2       | AD Sanjoanense       |
| SC Farense          | 4:2       | CD Portalegrense     |
| SC Salgueiros       | 5:0       | SL Olivais           |
| GD Coruchense       | 0:2       | FC Barreirense       |
| FC Tirsense         | 3:0       | Boavista Porto       |
| Gil Vicente FC      | 4:1       | SC Covilhã           |
| Leixões SC          | 6:1       | União de Coimbra     |
| Belenenses Lissabon | 5:0       | SC Espinho           |
| Benfica Lissabon    | 2:2 n. V. | GD da CUF Barreiro   |

### Wiederholungsspiel
Das Spiel fand am 10. Mai 1955 statt.
|                    | Ergebnis |                  |
| ------------------ | -------- | ---------------- |
| GD da CUF Barreiro | 1:5      | Benfica Lissabon |

## Achtelfinale
Die Spiele fanden am 15. Mai 1955 statt.
|                      | Ergebnis |                     |
| -------------------- | -------- | ------------------- |
| Sporting Braga       | 3:1      | Gil Vicente FC      |
| Sporting Lissabon    | 4:2      | Leixões SC          |
| SC Farense           | 2:0      | FC Tirsense         |
| SC Salgueiros        | 0:2      | Belenenses Lissabon |
| Benfica Lissabon     | 5:0      | FC Barreirense      |
| FC Porto             | 0:2      | Lusitano GC Évora   |
| Académica de Coimbra | 3:1      | Vitória Setúbal     |

## Viertelfinale
Der Madeira-Meister stieg in dieser Runde ein. Die Spiele fanden am 29. Mai und 1. Juni 1955 statt.
|                     | Ergebnis |                      |
| ------------------- | -------- | -------------------- |
| Sporting Braga      | 1:4      | Benfica Lissabon     |
| SC Farense          | 3:1      | Nacional Funchal     |
| Lusitano GC Évora   | 1:2      | Sporting Lissabon    |
| Belenenses Lissabon | 0:1      | Académica de Coimbra |

## Halbfinale
Die Spiele fanden am 5. Juni 1955 statt.
|                   | Ergebnis |                      |
| ----------------- | -------- | -------------------- |
| Sporting Lissabon | 4:1      | SC Farense           |
| Benfica Lissabon  | 6:0      | Académica de Coimbra |

## Finale
| Paarung           | Benfica Lissabon – Sporting Lissabon |
| Ergebnis          | 2:1 (0:0) |
| Datum             | 12. Juni 1955 |
| Stadion           | Estádio Nacional, Oeiras |
| Schiedsrichter    | Vieira da Costa |
| Tore              | 0:1 João Martins (47.) 1:1 Arsénio Duarte (63.) 2:1 Arsénio Duarte (65.) |
| Benfica Lissabon  | Alberto da Costa Pereira – Ângelo Martins, Artur Santos, Zézinho, Jacinto Santos – Fernando Caiado, Alfredo Abrantes, Mário Coluna – José Águas, Francisco Palmeiro, Arsénio Duarte Cheftrainer: Otto Glória ( Brasilien)      |
| Sporting Lissabon | Carlos Gomes – Manuel Caldeira, João Galaz, Joaquim Pacheco, Manuel Passos – Júlio Cernandas Pereira, Albano Pereira – Joao Martins, José Travassos, Leon Mokuna, Hugo Sarmento Cheftrainer: Alejandro Scopelli ( Argentinien) |